# Carla Gugino
Carla Gugino, född 29 augusti 1971 i Sarasota, Florida, är en amerikansk skådespelare. Gugino är bland annat känd från Spy Kids, Karen Sisco och Threshold.

## Filmografi (i urval)
- 1989 – Troop Beverly Hills - Chica Barnfell
- 1993 – En svärson på halsen - Rebecca
- 1993 – En främling i familjen - Norma
- 1995 – Lycksökerskorna (TV-serie)
- 1995 – Miami - Leslie Marcus
- 1996 – Den otroliga vandringen 2 - På rymmen i San Francisco - Delilah
- 1996 – Michael - bruden
- 1998 – Snake Eyes - Julia Costello
- 2001 – The One - T.K., Massie Walsh
- 2001 – Spy Kids - Ingrid Cortez
- 2002 – Spy Kids 2 - De förlorade drömmarnas ö - Ingrid Cortez
- 2003 – The Singing Detective - Betty Dark/den prostituerade
- 2003 – Spy Kids 3-D: Game Over - Ingrid Cortez
- 2005 – Sin City - Lucille
- 2005-2006 - Threshold - Doktor Molly Anne Caffrey (TV-serie)
- 2006 – Even Money - Veronica
- 2006 – Natt på museet - Rebecca Hutman
- 2007 – The Lookout - Janet
- 2007 – American Gangster - Laurie Roberts
- 2008 – Righteous Kill - Karen Corelli
- 2008 – Our Lady of Victory - Cathy Rush
- 2009 – The Unborn - Janet Beldon
- 2009 – Race to Witch Mountain - Dr. Alex Friedman
- 2009 – Watchmen - Sally Jupiter / Silk Spectre
- 2009 – Women In Trouble - Elektra Luxx
- 2010 – Elektra Luxx - Elektra Luxx
- 2011 – Sucker Punch - Dr. Vera Gorski
- 2011 – Poppers pingviner - Amanda Popper
- 2011 – New Year's Eve - Dr. Morriset
- 2012 – Hotel Noir - Hanna Click
- 2012 – New Girl (TV-serie) - Emma (tre avsnitt)
- 2013 – Man of Steel - Kelor (röst)
- 2014 – Match - Lisa
- 2015 – San Andreas - Emma
- 2015 – The Brink (TV-serie) - Joanne "Jo" Larson
- 2015 – Wayward Pines (TV-serie) - Kate Hewson
- 2016 – Batman v Superman: Dawn of Justice - Kelor (röst)
- 2016 – The Space Between Us
- 2025 – Heads of State